# Семья (роман)
«Семья» (англ. The Family) — последний роман американского писателя Марио Пьюзо, изданный в 2001 году, спустя два года после его смерти в 1999 году. Писатель работал над книгой более двадцати лет до самой смерти. Роман был завершён его давней подругой, писательницей Кэрол Джино при содействии историка Бертрама Филдса.
Большинство персонажей произведения являются реальными историческими лицами (Никколо Макиавелли, Дуарте Брандао, члены семьи Борджиа и другие).
В России данная книга была издана «Эксмо» под названием «Первый дон».

## Сюжет
Главными героями романа являются римский папа Александр VI (ранее Родриго Борджиа) и его дети, честолюбивый и талантливый сын Чезаре, прекрасная Лукреция, бессердечный и самовлюбленный Джованни и кроткий, но мстительный Гоффредо. Фанатично верующий Папа Александр VI уверен, что, как римский папа, он является непогрешимым. Это дает ему моральное право на любые поступки ради распространения влияния церкви и семьи.
Страстная история греха и порока показывает главных персонажей, как сыновей своего времени, чьи действия выглядят аморальными только из позиции современности, к тому же сильно преувеличенную политическими противниками семьи Борджиа.
Папа Александр VI стремится объединить феодальные государства раздробленной Италии под собственной властью любым путем. Для этой цели он пользуются своими детьми, как инструментами: несколько раз выдает замуж дочь Лукрецию, которая на протяжении всего романа любит Чезаре. Джованни, по традиции того времени становится генералом, но из-за собственных ошибок вызывает ненависть практически у всех близких и, в конце концов, оказывается убит младшим братом - Джоффри.
Чезаре, как второй сын, должен был последовать примеру отца и строить церковную карьеру. Как только Родриго Борджиа занимает пост Папы Римского, он дает ему митру кардинала. Но Чезаре не устраивает такая жизнь, поэтому после смерти Джованни он убеждает отца снять с него церковный сан и назначить главнокомандующим папской армией. Совмещая силу оружия и хитрость, он постепенно покоряет большую часть центральной Италии. В романе секс, роскошные праздники, тайные заговоры и интриги перемежаются со сценами насилия, в том числе сценой смерти критика порочного поведения римского папы и клириков, монаха-доминиканца Джироламо Савонаролы.